# Cosmopolitan Ukraine
Cosmopolitan Ukraine — українське видання американського жіночого журналу Cosmopolitan, що виходило в Україні з 1999 року. Станом на кінець 2019 року тираж друку складав 170 тисяч примірників. У червні 2021 року Hearst розірвали ліцензійні угоди на видання глянцю в Україні. У липні 2023 року було закрито портал журналу.

## Історія
Наприкінці квітня 1999 року у газеті День було повідомлено намір запустити в Україні місцеве видання Cosmopolitan, орієнтовно накладом 50 тисяч примірників у вересні того ж року.
Перший номер українського глянцю вийшов у жовтні 1999 року. 
16 листопада 2014 року стало відомо що Hearst Shkulev Ukraine придбав ліцензію на видання «Cosmopolitan Україна» у видавничого дому Sanoma Media Ukraine.
1 січня 2015 року американський видавець та українська компанія «Ейч Ес Україна» уклали ліцензійний договір, за яким видавничому дому було надано право на використання в Україні торгової марки Cosmopolitan, реєстрації різних доменних імен, у тому числі спірних — cosmo.com.ua та cosmopolitan.com.ua.
У 2021 році видавничий дім HS Ukraine наздогнали фінансові проблеми. Останній, травневий номер вийшов друком у квітні 2021 року з Наталією Гоцій на обкладинці. У вересні ЗМІ стало відомо що з глянців видавничого дому масово звільняються співробітники, після того, як їм впродовж місяців затримували заробітні плати, а директор HS Ukraine Максим Ульянченко заявив, що компанія ухвалила рішення про скорочення періодичності виходу журналів та зосередження на розвитку контенту для цифрових медіа. У жовтні Олександра Буринська, екс-головний редактор Cosmopolitan Україна, повідомила в інтерв'ю, що на якомусь етапі комунікація Cosmopolitan з українським офісом різко і незрозуміло обірвалася, тоді як керівництво обіцяло, що все стане на свої місця, але цього не сталося.
У липні 2023 року стало відомо що Hearst подала скаргу до Всесвітньої організації з питань інтелектуальної власності на українську компанію «Ейч Ес Україна» щодо використання доменів cosmo.com.ua та cosmopolitan.com.ua. Панель WIPO 12 липня 2023 року ухвалила рішення переделегувати спірні домени на користь Hearst Communications. Станом на 22 липня всі домени не вели на портал глянцю.

### Головний редактор
- Олександра Буринська (2016—2021)[7];

- Аня Баздрева (2014—2016)[8];

- Анна Земскова (до 2014 року)[9].

Світлана Островська, 2001 - 2003 роки

## Нотатки
1. ↑  Станом на червень того ж року його відвідали 186,9 тисяч користувачів[2].
2. ↑  За підсумками 2019 року оціночні рекламні доходи глянцю сягали 51,98 млн грн[5].